# 대한민국 헌법 제87조
대한민국 헌법 제87조는 국무위원의 권한과, 자격 및 임명 절차에 관한 대한민국 헌법의 조항으로, 총 4항으로 되어있다.

## 조항
①국무위원은 국무총리의 제청으로 대통령이 임명한다.

②국무위원은 국정에 관하여 대통령을 보좌하며, 국무회의의 구성원으로서 국정을 심의한다.

③국무총리는 국무위원의 해임을 대통령에게 건의할 수 있다.

④군인은 현역을 면한 후가 아니면 국무위원으로 임명될 수 없다.